# Karl zu den drei Helmen
Die polnische Freimaurerloge  Karl zu den drei Helmen  (auch: Karola pod Trzema Hełmami (na wschodzie Warszawy)) wurde 1774 von Alois Friedrich von Brühl in Warschau, Polen-Litauen  gegründet. 
Die Loge war deutschsprachig und unterlag der Strikten Observanz. Mitglied der Loge war unter anderem der letzte polnisch-litauische König Stanislaus August Poniatowski unter den Namen Eques Salsinatus und Salsinatus Magnus. Die Loge wurde 1779 aufgelöst.
- Stanisław Małachowski-Łempicki: Wykaz polskich lóż wolnomularskich oraz ich członków w latach 1738–1821 poprzedzony zarysem historji wolnomularstwa polskiego i ustroju Wielkiego Wschodu Narodowego Polskiego. Kraków 1929.